# 蕭開平
蕭開平（1952年—），法醫蕭道應之子，現任中華民國法務部法醫研究所法醫病理組長，國防醫學院醫學系七十一期畢業，美國馬里蘭大學醫學院藥理學博士。
2016年8月1日遭監察院以兼任邑美股份有限公司董事，違反《公務員服務法》規定而遭彈劾。2022年11月9日於法務部自辦會議上表揚為傑出醫師，但僅隔三日便為民間司法改革基金會提出質疑稱其「多次做出錯誤刑事鑑識，成了冤案幫兇」，不配領獎。

## 上司李俊億引發與蕭開平的矛盾
蕭開平因拒絕代訓實習法醫師，所長李俊億認為蕭公然抗命，憤而將他調離組長一職。隨後李俊億編發表一篇文章，直接點名蕭開平是造成江國慶冤案的罪魁禍首。對於李俊億的單方指控，蕭開平表示保留法律追訴權。蕭開平也表示 「現在整個法醫界就是李俊億、郭宗禮等人把持，他們一直想要重用他們的學生，好把我們幾個老骨頭趕走，那整個法醫界就是他們的天下了，所以無所不用其極要來抹黑我。」。

## 案件爭議
被指在偵辦「蘇建和案」及「江國慶案」在法醫觀點上做出錯誤判斷。

### 蘇建和案
鑑定被害者遺體之「刀痕角度」，認定為多人犯案，檢調據此認定主嫌並非單獨犯案

### 江國慶案
鑑定現場衛生紙有嫌犯精液，但重啟調查後發現所稱精液實為鼻涕之類體液。
蕭開平出現在江國慶父親所列的涉及冤殺江國慶之軍方官員名單中。

### 徐自強案
楊日松法醫於案發當年（1995年）作成的鑑定報告中，從未提及被害人的屍體曾遭硫酸潑灑，更於民國94年及98年兩度回函高等法院，指出被害人的皮膚「無腐蝕亦無上皮脫落之情形，即無硫酸潑灑之痕跡」，「無強酸（如硫酸、鹽酸）腐蝕或皮膚脫落之痕跡」。
但因為陳憶隆陳述「徐自強購買硫酸」、「潑灑硫酸於屍體上」，因此硫酸成為徐自強涉案關鍵之一。
結果在更（六）審的時候，法官要求法務部法醫研究所重新鑑定。蕭開平依據現場照片、錄影帶和解剖記錄研判，作出報告指出「較支持死者遭噴灑大量硫酸於屍體表面後，再以泥土掩蓋於屍體之可能性。
在法庭上，蕭開平還陳述，「皮膚遭濃硫酸浸泡二小時，表皮仍為完好。」對於楊日松的鑑定，他說「我覺得他可能不了解硫酸的特性」。

## 家族
- 父親蕭道應曾任台灣法務部調查局法醫，1978年從調查局退休，轉任法醫顧問直到2002年逝世。
- 兄蕭繼光（1941年生）

## 外部連結
- （繁體中文）法務部法醫研究所